# Tannou-Gola
Tannou-Gola ist ein Arrondissement im Département Couffo im westafrikanischen Staat Benin. Es ist eine Verwaltungseinheit, die der Gerichtsbarkeit der Kommune Toviklin untersteht.

## Demografie und Verwaltung
Gemäß der Volkszählung 2013 des beninischen Statistikamtes INSAE hatte das Arrondissement 8865 Einwohner, davon waren 4222 männlich und 4643 weiblich.
Von den 65 Dörfern und Quartieren der Kommune Toviklin entfallen acht auf Tannou-Gola:
1. Djikemè
2. Dohodji
3. Gbayedji
4. Gbinnouhoué
5. Oussoumè
6. Tannou-Gola Centre
7. Tchankoué
8. Tossèhoué